# Australská mužská volejbalová reprezentace
Australská volejbalová reprezentace mužů reprezentuje Austrálii na mezinárodních volejbalových akcích, jako je mistrovství světa.

## Mistrovství světa
| Rok/pořádající země       | Účast                           |
| ------------------------- | ------------------------------- |
| MS 1949 ČSR               | Bez účasti                      |
| MS 1952 Sovětský svaz     | Bez účasti                      |
| MS 1956 Francie           | Bez účasti                      |
| MS 1960 Brazílie          | Bez účasti                      |
| MS 1962 Sovětský svaz     | Bez účasti                      |
| MS 1966 ČSSR              | Bez účasti                      |
| MS 1970 Bulharsko         | Bez účasti                      |
| MS 1974 Mexiko            | Bez účasti                      |
| MS 1978 Itálie            | Bez účasti                      |
| MS 1982 Argentina         | 22. místo                       |
| MS 1986 Francie           | Bez účasti                      |
| MS 1990 Brazílie          | Bez účasti                      |
| MS 1994 Řecko             | Bez účasti                      |
| MS 1998 Japonsko          | 17. místo                       |
| MS 2002 Argentina         | 19. místo                       |
| MS 2006 Japonsko          | 21. místo                       |
| MS 2010 Itálie            | 19. místo                       |
| MS 2014 Polsko            | 16. místo                       |
| MS 2018 Itálie, Bulharsko | Bez účasti                      |
| MS 2022 Rusko             |                                 |
| Celkem                    | Účast – 6× · – 0× · – 0× · – 0× |

## Olympijské hry
| Rok/pořádající země     | Účast                           |
| ----------------------- | ------------------------------- |
| LOH 1964 Tokio          | Bez účasti                      |
| LOH 1968 Mexico City    | Bez účasti                      |
| LOH 1972 Mnichov        | Bez účasti                      |
| LOH 1976 Montreal       | Bez účasti                      |
| LOH 1980 Moskva         | Bez účasti                      |
| LOH 1984 Los Angeles    | Bez účasti                      |
| LOH 1988 Soul           | Bez účasti                      |
| LOH 1992 Barcelona      | Bez účasti                      |
| LOH 1996 Atlanta        | Bez účasti                      |
| LOH 2000 Sydney         | 8. místo                        |
| LOH 2004 Athény         | 11. místo                       |
| LOH 2008 Peking         | Bez účasti                      |
| LOH 2012 Londýn         | 9. místo                        |
| LOH 2016 Rio de Janeiro | Bez účasti                      |
| LOH 2021 Tokio          |                                 |
| Celkem                  | Účast – 3× · – 0× · – 0× · – 0× |